# Marzandiya
Marzandiya est un village de la région de Şamaxı en Azerbaïdjan.

## Géographie
Le village de Marzandiya de la région de Şamaxı est situé dans la circonscription administrative du village de Marzandiya.

## Économie
La principale occupation de la population du village est l'agriculture et l'élevage.

## Population
Selon les statistiques de 2009, la population du village est de 1026 personnes.